# جغدی‌بید نوارتیره
جغدی‌بید نوارتیره‌ (نام علمی: Phalaenophana pyramusalis)، بیدی از خانواده اِربید (Erebidae) است. توصیف گونه آن برای اولین بار توسط فرانسیس واکر (Francis Walker) در سال ۱۸۵۹ توصیف شد. این گونه در آمریکای شمالی از ساسکاچوان تا نوا اسکوشیا، از جنوب تا کارولینای شمالی و تگزاس یافت می‌شود. بازه بال‌ها ۲۱ تا ۲۵ میلی‌متر است. بزرگسالان از ژوئن تا ژوئیه در آلبرتا روی بال هستند. دو یا چند نسل در سال وجود دارد. لاروها از برگ‌های مرده تغذیه می‌کنند. آنها برگ‌های مرطوب، سیاه شده و در حال پوسیدگی را ترجیح می‌دهند.